# New Franklin (Ohio)
New Franklin és una població dels Estats Units a l'estat d'Ohio. Segons el cens del 2006 tenia 15.013 habitants.

## Demografia
Segons el cens del 2000, New Franklin tenia 2.191 habitants, 867 habitatges, i 647 famílies. La densitat de població era de 381,1 habitants per km².
Dels 867 habitatges en un 30,6% hi vivien nens de menys de 18 anys, en un 65,7% hi vivien parelles casades, en un 6,2% dones solteres, i en un 25,3% no eren unitats familiars. En el 22,5% dels habitatges hi vivien persones soles l'11,2% de les quals corresponia a persones de 65 anys o més que vivien soles. El nombre mitjà de persones vivint en cada habitatge era de 2,53 i el nombre mitjà de persones que vivien en cada família era de 2,97.
Per edats la població es repartia de la següent manera: un 22,8% tenia menys de 18 anys, un 6,7% entre 18 i 24, un 25,9% entre 25 i 44, un 27,2% de 45 a 60 i un 17,3% 65 anys o més.
L'edat mediana era de 42 anys. Per cada 100 dones de 18 o més anys hi havia 97,1 homes.
La renda mediana per habitatge era de 50.944 $ i la renda mediana per família de 57.667 $. Els homes tenien una renda mediana de 40.586 $ mentre que les dones 27.130 $. La renda per capita de la població era de 23.231 $. Aproximadament el 3,9% de les famílies i el 4,8% de la població estaven per davall del llindar de pobresa.

## Poblacions més properes
El següent diagrama mostra les poblacions més properes.